# 금천구
금천구(衿川區)는 대한민국 서울특별시 남서부에 있는 구다(1995년 구로구에서 분리). 서울 면적의 약 2.1%를 차지하며, 중구에 이어 서울에서 두 번째로 면적이 작은 구이다. 북서쪽으로는 구로구, 동쪽으로는 관악구, 서쪽으로는 경기도 광명시, 남쪽으로는 경기도 안양시와 접한다. 10개의 행정동과 3개의 법정동으로 구성되어 있으며, 행정동 중에서는 가산동의 면적이 가장 크고, 독산4동이 가장 작다. 구명은 시흥군의 전 명칭이던 금천현(衿川縣)에서 유래하였다. 1995년 3월 1일자로 구로구에서 분구되어 설치되었다. 금천이란 명칭은 조선 시대의 지명인 금천에서 유래되었다.

## 지리
동쪽 및 북동쪽으로 관악구, 서쪽으로 경기도 광명시, 남쪽으로 경기도 안양시 만안구, 북서쪽으로 구로구와 접해있으며, 1995년 구로구에서 분구된 후 현재의 지형을 이루었다. 지역의 형태는 신발 모양을 하고 있으며, 1978년에 개통된 남부순환로가 동ㆍ서간을 따라 구로구, 관악구와 경계를 이루고, 남북간으로는 길게 안양천이 광명시와 경계를 이루면서 경부선이 나란히 지나고 있으며, 이 구간 지하에 새로 건설될 강남도시고속화도로가 통과할 예정이다. 또한 시흥대로가 금천구의 중심부를 관통하여 1번 국도인 경수대로, 서해안고속도로와 연결되며, 서부간선도로가 시흥대교에서 연결도로의 역할을 하고 있고 KTX 광명역(경기도 광명시 일직동)이 인접하는 등 서울특별시 남·서부 교통의 요충지가 되고 있다.

## 역사
- 1995년 3월 1일 : 구로구의 남동부(가마산로 및 남부순환로 이남) 지역과 광명시 철산3동 일부(철산3동의 안양천 이동 지역)를 합하여 금천구로 분리됨.[5]
- 2008년 1월 1일 : 독산본동을 독산3동에, 시흥본동을 시흥1동에 합동함.[6] 10행정동으로 변경
- 2008년 10월 13일 : 구청을 임시 청사에서 신설 통합 청사인 시흥대로73길 70 (시흥1동 1020번지)로 이전

## 행정 구역

행정구역도

금천구의 행정 구역은 10개의 행정동과 3개의 법정동으로 구성되어 있다. 금천구의 면적은 13.07km2로 시의 2.15%에 해당된다. 금천구의 인구는 2012년 12월 31일을 기준으로 104,357세대, 260,734명이다.
| 행정동    | 한자      | 면적 (km2) | 세대    | 인구 (명) |
| --------- | --------- | ---------- | ------- | --------- |
| 가산동    | 加山洞    | 2.50       | 11,024  | 23,901    |
| 독산제1동 | 禿山第1洞 | 2.08       | 14,315  | 35,601    |
| 독산제2동 | 禿山第2洞 | 0.61       | 9,837   | 24,050    |
| 독산제3동 | 禿山第3洞 | 0.92       | 12,778  | 31,752    |
| 독산제4동 | 禿山第4洞 | 0.59       | 8,341   | 20,371    |
| 시흥제1동 | 始興第1洞 | 1.71       | 15,150  | 38,386    |
| 시흥제2동 | 始興第2洞 | 1.26       | 8,763   | 25,237    |
| 시흥제3동 | 始興第3洞 | 1.07       | 4,950   | 12,821    |
| 시흥제4동 | 始興第4洞 | 0.87       | 9,475   | 24,511    |
| 시흥제5동 | 始興第5洞 | 1.39       | 9,724   | 24,104    |
| 금천구    | 衿川區    | 13.07      | 104,357 | 260,734   |

## 인구
서울특별시 금천구의 연도별 인구(내국인) 추이
| 연도   | 총인구    |  |
| ------ | --------- |  |
| 1995년 | 284,519명 |  |
| 2000년 | 265,365명 |  |
| 2005년 | 249,375명 |  |
| 2010년 | 230,447명 |  |
| 2015년 | 250,690명 |  |

## 교통

### 철도
- 한국철도공사
  - 경부본선 (● 수도권 전철 1호선)
(구로구) ← 가산디지털단지역 - 독산역 - 금천구청역 → (경기도 안양시 만안구)
  - 시흥연결선 · 경부고속본선 (● 수도권 전철 1호선)
(경부본선 직결) ← 금천구청역 → (경기도 광명시)
- 서울교통공사
  - ● 서울 지하철 7호선
(구로구) ← 가산디지털단지역 → (경기도 광명시)

### 버스 회사
시내버스
| 업체명   | 대표자 | 위 치                  |
| -------- | ------ | ---------------------- |
| 범일운수 | 박도식 | 금하로 738 (시흥동)    |
| 보영운수 | 김재익 | 벚꽃로56길 76 (가산동) |
| 신인운수 | 우동환 | 가마산로 78 (가산동)   |

마을버스
| 업체명   | 대표자 | 위 치                 |
| -------- | ------ | --------------------- |
| 경성운수 | 육석규 | 서부샛길 156 (독산동) |
| 금천운수 | 조동석 | 문성로 57-2 (독산동)  |
| 대상운수 | 박대규 | 시흥동                |
| 범일운수 | 박도식 | 금하로 738 (시흥동)   |
| 한남상운 | 이남윤 | 서부샛길 156 (독산동) |

### 고속도로
- 한국도로공사
  - 서해안고속도로

## 교육 기관
- 대학원대학교

|  | - 서울불교대학원대학교 |

- 고등학교

|  | - 금천고등학교 - 독산고등학교 - 동일여자고등학교 - 문일고등학교 - 서울매그넷고등학교 - 전통예술고등학교 |

- 중학교

|  | - 가산중학교 - 난곡중학교 - 동일중학교 - 문성중학교 - 문일중학교 - 세일중학교 - 시흥중학교 - 안천중학교 - 한울중학교 |

- 학력인정 평생교육시설

|  | - 경일중경영정보고등학교 |

- 각종학교

|  | - 금천문화예술정보학교 |

- 기타

|  | - 모두의학교 |

- 초등학교